# Mouvement pour l'unicité et le jihad en Afrique de l'Ouest
Le Mouvement pour l'unicité et le jihad en Afrique de l'Ouest (MUJAO, en arabe : جماعة التوحيد والجهاد في غرب أفريقيا, Jamāʿat at-tawḥīd wal-jihād fī gharb ʾafrīqqīyā) est un ancien groupe armé et une organisation terroriste d'idéologie salafiste djihadiste née en 2011 au Mali, dont le socle ethnique était les Arabes maliens de la région de Gao. Le 22 août 2013, le mouvement fusionne avec Les Signataires par le sang, pour former Al-Mourabitoune.

## Organisation
Le haut commandement du MUJAO n'est pas connu avec précision. Le groupe est fondé par Hamada Ould Mohamed Kheirou, Ahmed al-Tilemsi et Sultan Ould Bady. Auparavant membres d'AQMI, ces derniers auraient demandé la formation d'une katiba constituée de combattants arabes du nord du Mali. Une autre katiba, al-Ansar, constituée de Touaregs, venait alors d'être formée. Mais ils se seraient heurté à un refus du chef des forces d'AQMI au Sahel, Djamel Okacha, entraînant ainsi la scission. 
Le porte-parole du MUJAO est Adnane Abou Walid Al-Sahraoui, un certain Abdel Hakim serait le responsable à Gao et Oumar Ould Hamaha le chef de l'état-major général et de la sécurité. Chérif Ould Taher, grand commerçant arabe lemhar soupçonné d'être un trafiquant de drogue, est pour sa part désigné en 2012 comme le « numéro 2 ou numéro 3 du Mujao ». Yoro Ould Daha était responsable de la police islamiste à Gao pour le compte du Mujao
Lors de la guerre du Mali, le MUJAO compte environ 500 à 1 000 combattants, répartis dans quatre brigades,, :
- La katiba Oussama ben Laden, commandée par Ahmed Ould Amer, dit Ahmed al-Tilemsi qui est également le chef de la branche militaire du MUJAO[16].
- La katiba Usman dan Fodio est initialement commandée par Bilal Hicham, mais celui-ci déserte avec plusieurs dizaines d'hommes après avoir dénoncé les liens du MUJAO avec le trafic de drogue ; il est remplacé par un Béninois nommé Abdoullah[17],[18].
- La katiba Saladin, commandée par Sultan Ould Bady. Cependant cette brigade fait par la suite défection et rejoint Ansar Dine fin 2012.
- La katiba Ansar Suna, est créée vers fin décembre 2012, composée principalement de Songhaïs, elle est divisée en quatre seriyat, des petites unités de choc : « Abdallah Azzam », « Zarqawi », « Abu Leith Ellibi » et « les Martyrs »[19].

## Effectifs et composition
Une partie des forces du Mujao est composée de Arabes lemhars du Tilemsi ainsi que de Peuls, tant de la région de Gao, du Macina (des Peuls du Hayré et du Seeno, à l’est de Mopti, ont rejoint le groupe pour se défendre face aux Dogons et aux Touaregs) que d’autres pays de l’Afrique de l’Ouest, en particulier le Nigeria et la Guinée.
En août 2012, des sources locales rapportées par l'agence Xinhua estimaient que 40 % des effectifs du Mujao étaient originaires de Gao
En janvier 2013, Mathieu Guidère, universitaire et professeur d'islamologie à l'Université Toulouse - Jean Jaurès, estime que le MUJAO compte environ 500 combattants. En avril 2014, il indique que le MUJAO a subi de lourdes pertes lors de l'intervention française : « Il comptait entre 500 et 700 combattants, ils ne sont plus que 200 ou 300 ».
Dans un rapport du Sénat français rendu le 23 avril 2013, il est indiqué que : « Certains estiment même que, grâce à un système de recrutement temporaire particulièrement lucratif pour les familles (600 euros forfaitaires pour un jeune de 14 à 16 ans, puis 400 euros de « revenus » par mois ont été les estimations avancées), l'effectif du MUJAO aurait pu atteindre jusqu'à 10 000 personnes (l'effectif habituellement cité est toutefois presque 10 fois moindre : entre 400 et 1 000 combattants au plus haut) ».

## Financement
Selon une étude publiée en 2013 par la Compagnie Méditerranéenne d’Analyse et d’Intelligence Stratégique, une grande partie des fonds servant à financer les opérations du MUJAO proviennent du trafic de drogue. Le MUJAO finance ainsi le recrutement de nouveaux combattants et l’achat d’armes en captant une partie de la cocaïne en provenance d’Amérique Latine et transitant par l’Afrique de l’Ouest en chemin vers l’Europe.
Selon le journaliste Serge Daniel, plus encore que les autres groupes djihadistes au Mali, le MUJAO compte une importante aile sous le contrôle des trafiquants de drogue menée par Yoro Ould Daha, liée au trafic de drogue,. Cette branche mafieuse, composée de commerçants arabes de Gao, se recycle au sein du MAA après l'intervention militaire française de 2013.

Selon Marc Mémier, chercheur à l'Institut français des relations internationales (IFRI) : « Une autre source de financement d’AQMI et de ses affiliés qui a été largement avancée ces dernières années par divers acteurs est le trafic de stupéfiants, dont celui de la cocaïne. Il convient cependant de rester prudent sur cette connexion, qui, si elle a beaucoup été argumentée dans divers discours et publications, a rarement été documentée sur la base de preuves tangibles. L'affaire « Air Cocaïne » de 2009 au nord de Gao ainsi que l’implication de figures notables du MUJAO dans ce genre de trafics ont contribué à répandre deux idées erronées : la place centrale de la route terrestre sahélo-saharienne (notamment via le Nord-Mali) dans le trafic transnational de cocaïne d’une part ; l’implication massive et généralisée des groupes armés djihadistes dans ces trafics d’autre part. S’il ne s’agit pas de nier l’existence de liens entre certains groupes, dont AQMI, et le trafic de stupéfiants, il importe cependant de ne pas les surestimer. Il est également nécessaire d’opérer des distinctions claires entre les groupes ainsi qu’au sein d’entre eux entre les différentes katibas, sections, jusqu’aux individus participants à ces trafics. De manière générale, il demeure très peu probable que le trafic de drogue ait constitué une source de financement de premier plan d’AQMI et d'Al-Mourabitoun, même s’il a pu alimenter, parfois de façon substantielle, les revenus de certains groupes comme le MUJAO ».
Les prises d'otages représentent une source importante de financement pour le MUJAO, ainsi en 2012 Adnane Abou Walid Al-Sahraoui affirme que le MUJAO a reçu 15 millions d'euros en échange de la libération de trois otages espagnols et italiens enlevés le 23 octobre 2011 à Tindouf.
En juin 2012, le Qatar est accusé par Le Canard Enchaîné, qui s'appuierait sur une source de la DRM, de financer au Mali le MUJAO, ainsi qu'AQMI, Ansar Dine et le MNLA, par le biais du Croissant-Rouge du Qatar, seule organisation humanitaire autorisée à opérer dans les territoires contrôlés par les djihadistes au nord du Mali,,,,,,. En octobre 2012, la DGSE dément cependant la présence de forces spéciales ou d'agents qataris au Mali,. L'historien Jean-Christophe Notin doute également qu'un soutien ait été apporté par le Qatar aux groupes armés maliens et indique que selon une source proche de la DGSE : « jamais aucune preuve n'a été apportée d'un transfert de fonds de sa part en direction des djihadistes ».

## Histoire

### Fondation
Le groupe dissident a été fondé par Hamada Ould Mohamed Kheirou en 2011 à cause de divergences avec Abdelmalek Droukdel, l'émir d'AQMI.
Le MUJAO commence à se faire connaitre internationalement par des actes contre les autorités algériennes ou sur le territoire algérien :
- enlèvement de trois humanitaires européens (deux Espagnols et une  Italienne) près de Tindouf le 23 octobre 2011[41].

- attentat contre une gendarmerie à Tamanrasset, dans le sud de l'Algérie, le 3 mars 2012, qui fait 24 blessés, dont 14 civils[42].

- enlèvement de 7 diplomates algériens du consulat de Gao le 5 avril 2012[43].

### Conquête et occupation du nord du Mali
Il fait partie des groupes contrôlant le nord du Mali,. Le 27 juin, le MUJAO chasse le MNLA de Gao lors du premier combat de Gao. En novembre, le MNLA lance une contre-offensive mais elle est repoussée près d'Ansongo par les forces d'AQMI et du MUJAO menées par Mokhtar Belmokhtar et Omar Ould Hamaha. Après un premier échec, au combat de Tagarangabotte, les islamistes prennent l'avantage lors de la bataille d'Idelimane. Le 19 novembre, Ménaka est conquise.
En 2012, le MUJAO occupe la ville de Gao et y fait appliquer la charia. D'avril 2012 à janvier 2013, neuf hommes accusés de vols sont condamnés à l'amputation d'une main ou d'une jambe.
En août 2012, les islamistes proclament l'interdiction de diffuser toute musique profane sur les radios privées installées dans le nord du Mali.
Début novembre 2012, Bilal Hicham, une figure emblématique du Mujao, le quitte en dénonçant le fait que ses membres « n'ont rien de musulmans »,.

### Intervention militaire de 2013
En 2013, le MUJAO prend part à l'offensive au sud du Mali et aux batailles de Konna et de Diabaly. Mais dans la contre-attaque des forces franco-malienne, il perd rapidement le contrôle de Gao. Le 13 janvier 2013, plus d'une soixantaine de jihadistes sont tués lors du bombardement de Gao. Le 27, la ville est prise par les forces franco-maliennes lors du deuxième combat de Gao, les islamistes laissent environ 25 morts.
Le MUJAO se replie dans les terres et organise la guérilla dans la région de Gao avec Les Signataires par le sang. De février à mars, il lance trois attaques-suicides sur Gao, mais sans grand succès. L'ensemble de ces combats fait un mort et 14 blessés du côté des militaires maliens, deux blessés chez les Français, au moins sept civils tués tandis que les jihadistes perdent environ 25 à 40 hommes dans ces attaques.
Les forces franco-malienne contre-attaquent et lancent l'Opération Doro : 52 islamistes sont tués le 1er mars à la bataille d'Imenas. Une vingtaine d'autres tombent dans les jours qui suivent lors des combats de Tin Keraten et de Djebok. Un Français et un Malien sont tués dans cette offensive.
Par la suite, le MUJAO effectue d'autres attaques suicides à Tombouctou, Hamakouladji, Gossi et Ménaka. Ces attaques sont cependant peu efficaces, trois soldats maliens sont tués contre plus d'une vingtaine de jihadistes.
En mai, les attentats d'Agadez et Arlit, au Niger, sont en revanche meurtriers, 23 soldats nigériens, un camerounais et quelques civils sont tués par une attaque de onze kamikazes du MUJAO et des Signataires par le Sang.
Le 22 août 2013, selon un communiqué signé par Ahmed Ould Amer, dit Ahmed Telmissi, et Mokhtar Belmokhtar, le MUJAO et Les Signataires par le sang annoncent leur fusion en un seul mouvement. Celui-ci prend le nom d'Al-Mourabitoune ("Les Almoravides").
Le 19 janvier 2013, selon des témoignages d'habitants et de membres de la municipalité de Gao, Alioune Touré, le commissaire de la police islamique, est lynché à mort par des habitants de la ville pour se venger de la mort d'un journaliste, battu à mort par des islamistes,. En réalité Aliou Mahamar Touré est arrêté le 24 décembre 2013 près de Gossi par les militaires maliens,,. Yoro Ould Daha, chef de la brigade de sécurité du MUJAO à Gao, rejoint le MAA après l'intervention française en 2013.

## Prises d'otages
Le 23 octobre 2011, le MUJAO enlève trois travailleurs humanitaires — un Espagnol, une Espagnole et une Italienne — à Rabouni, dans les camps de Tindouf, en Algérie. Le 19 août 2012, les trois otages européens sont relâchés près de Gao. Le MUJAO affirme que leur libération s'est faite en échange de celle de trois djihadistes, ainsi que du versement d'une rançon de 15 millions d'euros,,,,.
Le 5 avril 2012, à Gao, le MUJAO capture sept diplomates algériens. À la suite de négociations secrètes, trois d'entre eux sont libérés en juillet. Cependant, après l'arrestation de trois membres d'AQMI par les forces spéciales algériennes, et en raison du refus du gouvernement algérien de les libérer, le MUJAO déclare le 1er septembre que l'un des otages, le vice-consul Taher Touati, a été exécuté,,,. Par la suite, un autre captif, le consul Boualem Saïes, meurt en détention des suites d'une maladie. Les deux derniers otages sont finalement relâchés près de Bordj Badji Mokhtar le 30 août 2014.
Le 20 novembre 2012, un Franco-Portugais, Gilberto Rodrigues Leal, est enlevé à Diéma par le MUJAO. Le 22 avril 2014, le groupe jihadiste annonce à l'AFP la mort de l'otage, mais sans préciser ni la date ni les circonstances de son décès,.

## Désignation comme organisation terroriste
Le MUJAO est placé sur la liste de l'ONU des organisations proches d'Al-Qaïda, liste instituée dans le cadre de la résolution 1267 de 1999 visant à lutter contre le terrorisme.